# Robert Dussey

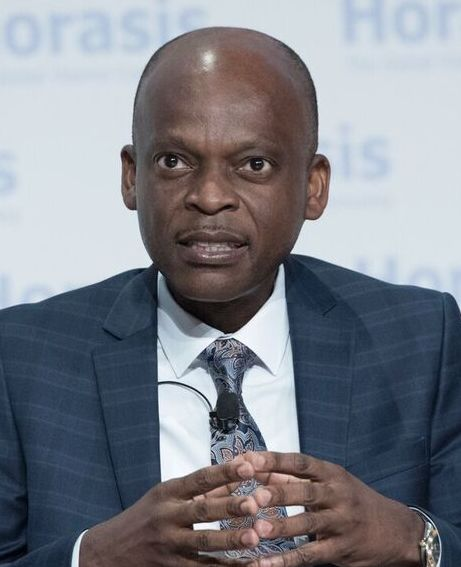
Robert Dussey beim Horasis Global Meeting, Cascais, Portugal, 2018

Robert Dussey (* 4. Januar 1972 in Bangui, Zentralafrikanische Republik) ist ein togoischer Philosoph, Hochschullehrer und Politiker. Seit 2013 ist er Außenminister seines Landes.

## Ausbildung
Dussey schloss seine Schulausbildung mit dem Baccalauréat am Séminaire Saint Paul in Bangui ab und ging anschließend für theologische Studien in das Kloster der Gemeinschaft der Seligpreisungen in Brazzaville und in einen Franziskanerkonvent. Nach dem Erwerb von Diplomen in Literaturwissenschaft schloss er 1995 ein Studium der Philosophie mit der Licence (entspricht dem Bachelor) ab. Es folgte im Jahr darauf der Maîtrise (Master) in Philosophie und ein Jahr später das Diplôme d’études approfondies. 

## Philosophie
1999 wurde er in politischer Philosophie promoviert. In seinem Buch L'Afrique malade de ses hommes politiques analysiert er die Situation afrikanischer Staaten, die trotz ihres Reichtums an Natürlichen Ressourcen auf internationale Hilfen angewiesen sind und angesichts von Armut und Korruption politische Reformen anstoßen müssen. Als Ausweg verweist er auf den Panafrikanismus und Demokratie.
Auch seine belletristischen Werke setzen sich mit philosophischen Themen auseinander. So setzt er sich in seinem Roman Le Bouc mit der Laissez-faire-Erziehung auseinander. Er betont darin die Notwendigkeit, Disziplin zu üben und Verantwortung für das eigene Handeln zu übernehmen. 

## Politik
Von 2005 bis 2013 war Dussey diplomatischer Berater des Prädisenten der Republik Togo. Im September 2013 wurde er von Präsident Faure Gnassingbe zum Minister für auswärtige Angelegenheiten, Zusammenarbeit und Integration im Kabinett von Kwesi Ahoomey-Zunu ernannt. Er behielt dieses Amt unter dessen Nachfolger Komi Sélom Klassou und auch im Kabinett von Victoire Tomegah Dogbé.
2018 wurde er Chefunterhändler der Organisation Afrikanischer, Karibischer und Pazifischer Staaten für die Verhandlungen mit der Europäischen Union über eine Folgeabkommen zum Cotonou-Abkommen (sog. Post-Cotonou-Abkommen). Die Verhandlungen begannen im September 2018 und endeten am 3. Dezember 2020 mit dem Folgeabkommen.
Dussey ist Professor für Philosophie und hat neben einer Reihe von Aufsätzen auch mehrere Bücher veröffentlicht, darunter auch Romane.

## Werke
- La vie sans vie,  Abidjan 2000
- Pour une paix durable en Afrique : Plaidoyer pour une conscience africaine des conflits armés, Abidjan 2002
- Penser la réconciliation au Togo, Abidjan 2003
- L’Afrique malade de ses hommes politiques, Paris 2008
- Une comédie sous les tropiques, Paris 2011
- Un destin tragique, Lomé 2021
- Le Bouc, 2024